# Ribafrecha
Ribafrecha település Spanyolországban, La Rioja autonóm közösségben. Ribafrecha Alberite, Murillo de Río Leza, Lagunilla del Jubera, Leza de Río Leza és Clavijo községekkel határos. Lakosainak száma 1065 fő (2024).

## Népesség
A település népessége az elmúlt években az alábbi módon változott:
| Lakosok száma | 918  | 997  | 1006 | 993  | 1010 | 1013 | 978  | 967  | 1027 | 1065 |
|               | 2001 | 2004 | 2007 | 2009 | 2012 | 2014 | 2017 | 2019 | 2022 | 2024 |